# George Rawdon-Hastings (2e marquis d'Hastings)
George Augustus Francis Rawdon-Hastings, 2e marquis d'Hastings (4 février 1808 - 13 janvier 1844), titré Lord Rawdon de sa naissance jusqu'en 1817 et comte de Rawdon de 1817 à 1826, est un pair et courtisan britannique.

## Biographie
Il est né en 1808, le fils aîné de Francis Rawdon-Hastings, 2e comte de Moira (futur 1er marquis d'Hastings) et de sa femme, Flora Mure-Campbell, 6e comtesse de Loudoun, fille de James Mure-Campbell (5e comte de Loudoun).

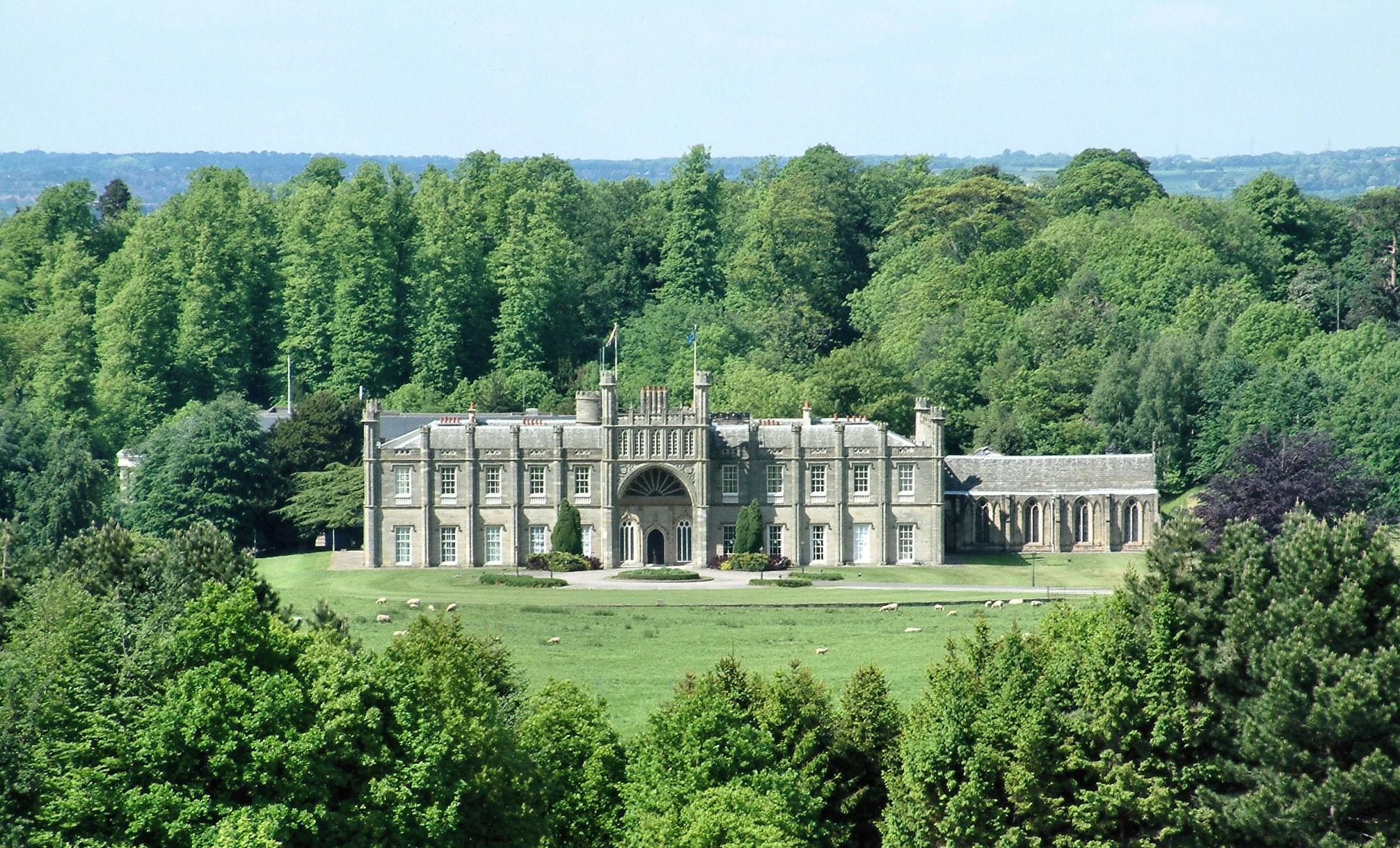
Donington Hall

Héritier des titres de son père en 1826 (et plus tard de sa mère en 1840), Lord Hastings est un gentilhomme de la chambre à coucher du roi Guillaume IV de 1830 à 1831.
À la mort de son père, il hérite d'un Donington Hall fortement hypothéqué dans le Leicestershire. Sa principale passion est la chasse au renard et il garde sa propre meute dans le chenil construit à cet effet .
Il meurt prématurément en 1844 à l'âge de 35 ans et est remplacé par son fils aîné de 12 ans, Paulyn, qui meurt lui-même en Irlande six ans plus tard. Son frère cadet, Henry Weysford, Charles Plantagenet Rawdon-Hastings, devient le 4e marquis d'Hastings et le 9e comte de Loudoun, succède à Paulyn.

## Famille
Lord Hastings épouse Barbara Yelverton le 1er août 1831 Ils ont six enfants:
- Paulyn Reginald Serlo Rawdon-Hastings, 3e marquis de Hastings, 8e comte de Loudoun (1832–1851)
- Edith Rawdon-Hastings (10e comtesse de Loudoun) (1833–1874)
- Bertha Lelgarde Rawdon-Hastings, plus tard 22e baronne Gray de Ruthyn (1835–1887)
- Victoria Maria Louisa Rawdon-Hastings (1837-1888)
- Henry Rawdon-Hastings (4e marquis d'Hastings) et 9e comte de Loudoun (1842-1868)
- Frances Augusta Constance Muir Rawdon-Hastings (1844-1910), épouse Charles Marsham (4e comte de Romney)[1].